# Mount Coffee Dam
Mount Coffee Dam är en dammbyggnad i Liberia. Den ligger i Montserrado County, i den västra delen av landet, 28 km nordost om huvudstaden Monrovia.